# PictBridge

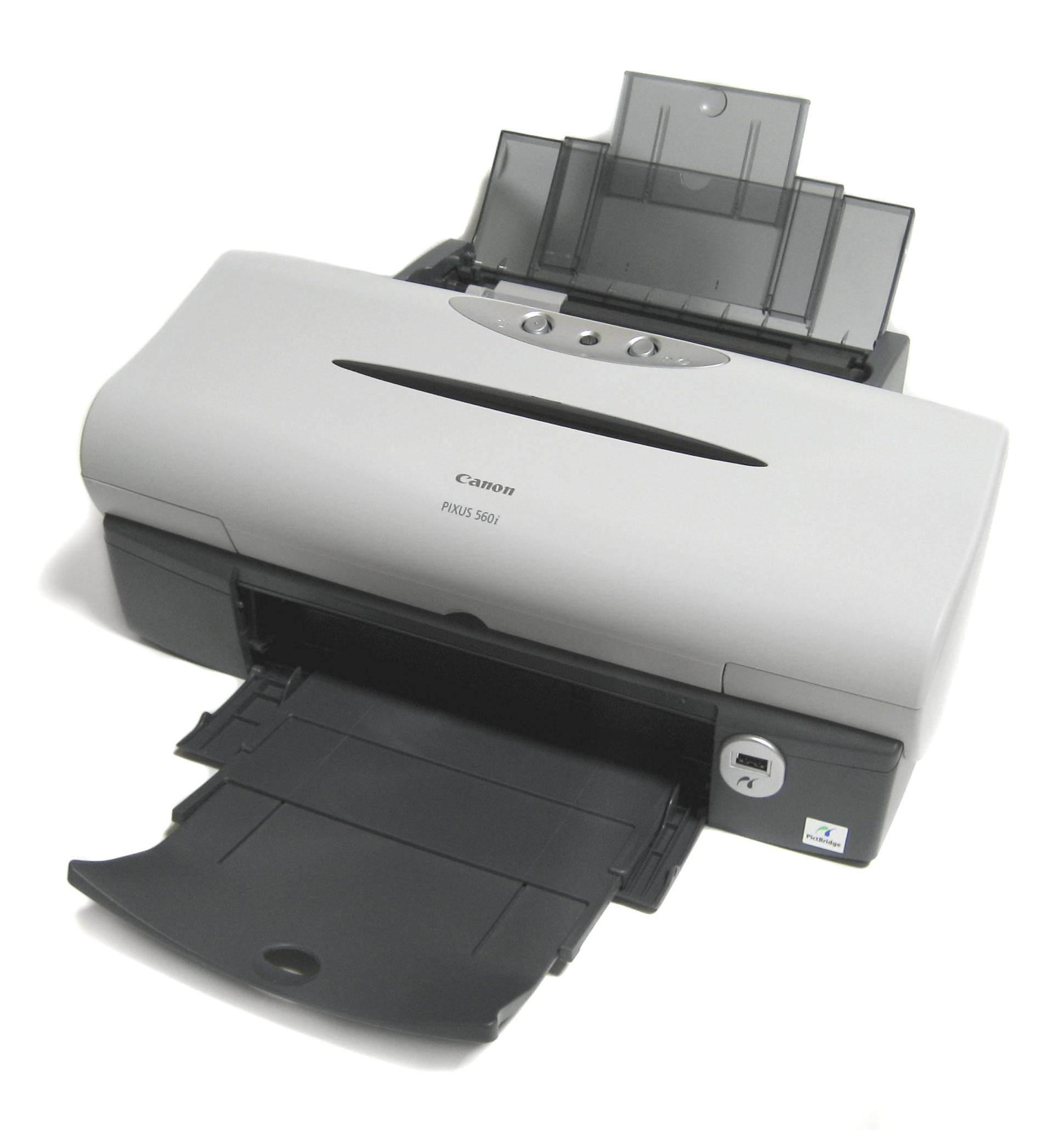
Uma impressora PictBridge em 2009.

PictBridge é um padrão industrial da Camera & Imaging Products Association (CIPA) para impressão direta. Permite que imagens de câmeras digitais sejam impressas diretamente na impressora, sem necessidade de um computador. Seu nome formal é “Standard of Camera & Imaging Products Association CIPA DC-001 — 2003 Digital Solutions for Imaging Devices”.